# Prix Billie Holiday
Der Prix Billie Holiday ist ein Jazzpreis, der ab 1973 von der Académie du Jazz an das beste Album im Bereich des Jazzgesangs (meilleure nouveauté vocale) vergeben wurde. Von 1984 bis 1997 wurde zusätzlich die beste Wiederveröffentlichung des Jahres (réédition) ausgezeichnet; ab 1998 wurde  der Preis in Prix du Jazz Vocal umbenannt.

## Preisträger
| - 1973: Blue Thumb der Pointer Sisters (Vogue) - 1974: Live in Japan von Sarah Vaughan (Mainstream/Sonopresse) - 1975: What a Difference a Day Makes von Esther Phillips (KUDU/RCA) - 1976: Strange Fruit von Billie Holiday (The Commodore Series/Ace of Hearts/Decca) - 1977: Look to the Rainbow von Al Jarreau (Warner Bros/WEA Filipacchi) sowie Songs of the Poets und Pure Gold von Nina Simone (RCA und FNL) - 1978: Carmen McRae (PYE/Vogue) - 1979: The Newest Sound Around von Jeanne Lee/Ran Blake (RCA) - 1980: The Life Liest von Eddie Jefferson (Muse/Black & Blue) - 1981: The Finest of Nina Simone von Nina Simone (Bethlehem/Musidisc Europe) - 1982: Crazy and Mixed Up von Sarah Vaughan (Pablo/RCA/Musidisc Europe) - 1983: Black and Blue von Jon Hendricks and Company (Muse/WEA Filipacchi) - 1984: The Voice von Bobby McFerrin (Elektra Musician/WEA Filipacchi) und in der Kategorie Prix Billie Holiday réédition Nat King Cole Trio (Capitol) - 1985: When the Sun Goes Down von Ernestine Anderson (Concord Jazz) und Jimmy Rushing (CBS) (réédition) - 1986: Nothing But the Blues von Joe William (Delos/DAM) und After Midnight von Nat King Cole (Capitol/Pathé-Marconi) (réédition). - 1987: Live in Paris von Dee Dee Bridgewater (Affinity/CNU/Just in) und Straight Ahead von Abbey Lincoln (Candid/Harmonia Mundi) (réédition) - 1988: Live at Birdland West von Carmen McRae (Concord/DAM) und My First 15 Sides (OFF/Média) von Sarah Vaughan (réédition) - 1989: Close Enough for Love von Shirley Horn (Verve/Polygram Jazz) und Sings the Duke Ellington Songbook von Ella Fitzgerald (Verve/Polygram Jazz) (réédition) - 1990: Freddie Freeloader von Jon Hendricks and Friends (Denon/Lucien Hades) sowie The Divine Sarah Vaughan (CBS) und Recipe for Soul (DCC/Média 7) von Ray Charles (ré´´edition) - 1991: You Gotta Pay the Band von Abbey Lincoln/Stan Getz (Verve/Polygram Jazz) und Violets for Your Furs (SteeplenChase Records/Harmonia Mundi) von Shirley Horn (rééditon) | - 1992: Rachelle Ferrell (Something Else/Harmonia Mundi) und Sonderpreis In Memoriam an The Complete Billie Holiday On Verve (Verve/Polygram), Billie Holiday, Decca Recordings (GRP/BMG) und The Voice of Jazz – Complete Recordings 1933-1940 (Affinity/Charly Records/Média 7) - 1993: Heritage von Nnenna Freelon (Columbia/Sony Music) - 1994: Songs and Momments von Kevin Mahogany (Enja/Harmonia Mundi) - 1995: Love and Peace von Dee Dee Bridgewater (Verve/Polygram) - 1996: The Grand Encounter von Dianne Reeves (Blue Note/EMI France) - 1997: The Messender von Kurt Elling (Blue Note/EMI) und Song of the Geese von Mark Murphy (RCA Victor/BMG) - 1998: I Remember Miles von Shirley Horn (Verve/Polygram). - 1999: When I Look in Your Eyes von Diana Krall (Verve/Universal) - 2000: Poet in New York von Georgie Fame (Go Jazz/Night and Day) - 2001: Purple Songs von Anne Ducros (Dreyfus Jazz/Sony) - 2002: Vertigo von René Marie (Max Jazz/Next Music) - 2003: Man in the Air von Kurt Elling (Blue Note / EMI) - 2004: Live: A Fortnight in France von Patricia Barber (Blue Note/EMI) - 2005: Once to Every Heart von Mark Murphy (Verve) - 2006: Feels Good von Take 6 (BHM/ZYX Music) - 2007: Lumières d’Automne der Voice Messengers (Black & Blue/Socadisc) - 2008: Distances von Norma Winstone (ECM/Universal) - 2009: So in Love von Roberta Gambarini (EmArcy/Universal) - 2010: For All We Know von José James & Jef Neve (Impulse!/Universal) sowie Same Girl von Youn Sun Nah (ACT/Harmonia Mundi) - 2011: Water von Gregory Porter (Motéma Music/Intégral) - 2012: Strictly Romancin’ von Catherine Russell (World Village / Harmonia Mundi) - 2013: Woman Child von Cécile McLorin Salvant (Mack Avenue/Universal) - 2014: Face the Music von Sinne Eeg (Stunt/UnaVoltaMusic) - 2015: For One to Love von Cécile McLorin Salvant (Mack Avenue Records) - 2016: A Little Bit of Ella von Michele Hendricks - 2017: The Many Faces of Karin Krog von Karin Krog - 2018: The Question von Kurt Elling - 2019: Warm Canto von Leïla Martial - 2020. Skin in the Game von David Linx - 2022: Samara Joy |